# Tomás Luis de Victoria

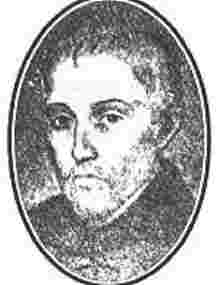
Tomás Luis de Victoria

Tomás Luis de Victoria eller Tomaso Ludovico da Vittoria, född 1548 i Ávila, Spanien, död 27 augusti 1611 i Madrid, var en spansk präst och kompositör av sakral musik under renässansen och motreformationen.

## Biografi
Tomás Luis de Victoria studerade för de påvliga sångarna Bartolomé de Escobedo och Cristóbal de Morales i Rom, blev kapellmästare där 1573, och 1589 fick han tjänst vid klarissaklostret Descalzas Reales i Madrid, där han kvarblev till sin död. Under åren i Rom blev han jesuit för att motarbeta lutherdomen, samt prästvigdes 1575. Eventuellt studerade han i Rom även för Giovanni Pierluigi da Palestrina.

## Musik
Tomás Luis de Victoria var en av de mest framstående representanterna för Palestrinastilen, och hans verk är ofta svåra att skilja från Palestrinas, men röjer inte sällan ett mera kärvt och lidelsefullt kynne. Hans mest berömda arbete är hans requiem
Officium defunctorum 6 vocum (1605), intaget i Eslavas "Lira sacro-hispana". Den skrevs till begravningen av Maria av Habsburg, och brukar gå under namnet Victorias Requiem. 
Dessutom skrev han en mängd psalmer, hymner, mässor, motetter, magnificat med mera, av vilka åtskilliga är samlade i Proskes "Musica divina". Hans Officium Hebdomadae Sanctae (1585), avsedd för stilla veckan, består av 37 motetter. Till kung Filip III av Spanien skrevs Missa pro victoria (Mässa för seger).